# オロビアンコ
オロビアンコ（Orobianco）は、イタリアのファッションブランドである。
名前の由来は、イタリア語で“白金”、“貴重なるもの”という意味である。ジャコモ氏がチベットを旅している際、現地人がカシミアを“ホワイトゴールド”と呼び、敬意を持って取り扱っている事に感銘し、「ORO（金）」「BIANCO（白）」=『OROBIANCO』と命名。ロゴの中央にいる動物は、カシミアヤギがモチーフになっている。
2019年にイタリアでの事業を清算。現在の日本の製品の販売は伊藤忠商事によるライセンス製品のみとなっている。

## 歴史
- 1996年 - イタリアミラノ近郊ガララーテにて創業。
- 1999年 - 日本に上陸。
- 2005年 - Aquascutum、amadana、TAKEO KIKUCHI等のコラボレーション活動を開始。
- 2010年 - シューズ、サングラス、ベルト、傘など、ライフスタイルアイテムの製造を開始した。
- 2011年 - Pitti Uomoでコレクターズコレクションを発表。アパレル分野に進出。
- 2014年 - ミラノのドゥオモ広場に、Orobianco初となるブティックが開店。
- 2015年 - 伊藤忠商事がマスターライセンス権、商標権を取得
- 2016年 - ブランド創立20周年に到達。日本公式サイトオープン。
- 2019年 - イタリア社の事業を清算

## 国内直営店
- オロビアンコ丸の内店
- オロビアンコ天神地下街店
- オロビアンコ渋谷スクランブルスクエア店